# کاربید بریلیوم
کاربید بریلیوم (انگلیسی: Beryllium carbide) نوعی کاربید فلزی است که همانند الماس بسیار سخت است.